# Jolla
Jolla Oy – fińskie przedsiębiorstwo założone przez byłych pracowników Nokii rozwijające system operacyjny Sailfish OS, oparty na systemie MeeGo telefonu Nokia N9. 

## Historia
Firma powstała w 11 października 2011 z inicjatywy byłych pracowników Nokii. Jeden z nich, Jussi Hurmola był wówczas dyrektorem programu MeeGo i pracownikiem Nokii z 12-letnim stażem i doświadczeniem. Nie mógł się pogodzić z negatywnym nastawieniem zarządu Nokii do MeeGo, które postrzegał jako szansę na stworzeniu dochodowego biznesu. W ramach pakietu zwolnień grupowych koncern stworzył program pomostowy (ang. Bridge program) dla odchodzących pracowników, który miał pomóc im w wykorzystaniu posiadanych kompetencji i umiejętności do zarabiania pieniędzy. W jego ramach zwalniany pracownik otrzymywał pożyczkę w wysokości 25 000 euro. To wsparcie przyczyniło się do powstania Jolla Oy jako startupu działającego w ramach uniwersyteckiego inkubatora przedsiębiorczości. 
Jolla deklarowała wówczas, że jest niezależnym przedsiębiorstwem i posiada wieloletni plan rozwoju swego biznesu. Miało to wówczas zaprzeczyć spekulacjom, że była tzw. „planem B” Nokii na wypadek ostatecznego niepowodzenia eksperymentu z Windows i partnerstwa z Microsoftem.
21 listopada 2012 Jolla zaprezentowała system operacyjny Sailfish OS podczas prezentacji start-upów Slush w Helsinkach. Uruchomiono także stronę internetową jolla.com, gdzie transmitowano na żywo prezentację firmy. 
Początkowo wraz z systemem rozwijane były także przeznaczone dlań urządzenia, począwszy od 2013 sprzedawano Jolla Phone (architektura ARM) z wersją 1.0 Sailfish OS, potem Jolla Tablet (architektura AMD64) z 2015 roku, skończywszy na telefonie Jolla C, który stanowił bazę dla wersji 2.0 systemu oraz koncepcyjnym zegarku elektronicznym Jolla Watch. Jednak wobec zawirowań biznesowych, Jolla wydzieliła jako osobną firmę dział sprzętowy i dalszy rozwój oprogramowania odbywa się bez własnej platformy sprzętowej.
W 2015 roku rosyjskie ministerstwo komunikacji ogłosiło, że Sailfish OS będzie bazą dla krajowego systemu dla urządzeń przenośnych, Aurora OS wykorzystywanego m.in. przez rosyjską pocztę oraz Rostelecom.
Większość urządzeń, dla których Jolla wydaje oprogramowanie powstaje w ramach relacji B2G (jak w przypadku rosyjskiego Aurora OS) lub B2B, zamawianych przez inne firmy (np. indyjski Intex Technologies, rosyjski INOI). 
Firma sprzedaje także użytkownikom końcowym licencje na Sailfish X, to jest wersję systemu pracującą na wybranych urządzeniach firmy Sony oraz Gemini PDA. Z racji, że producent bazuje na wolnym oprogramowaniu, powstaje szereg adaptacji systemu tworzonych przez programistów ochotników na ogólnodostępne urządzenia Android dzięki bibliotece libhybris.
W połowie 2021 Jolla ogłosiła swoje pierwsze od założenia zyski oraz wejście na rynek systemów montowanych w samochodach.

## Nazwa
Nazwa firmy oznacza po fińsku małą żaglówkę i jest nawiązaniem do szalupy ratunkowej oraz tzw. burning platform memo wydanego przez pochodzącego z Microsoftu prezesa Nokii, Stephena Elopa, który w ten sposób oznajmił swoje zamiary porzucenia platform rozwijanych Nokię, tj. Symbiana, MeeGo i innych.

## Produkty
Produkty z Sailfish OS tworzone są w oparciu o jądro Linux, rdzeń z merproject.org (ang. core distribution), interfejs użytkownika rozwijany na bazie Qt i QML.

### Jolla 1
20 maja 2013 Jolla zaprezentowała szczegóły i konstrukcję pierwszego urządzenia:
- stylizacja wyglądu Jolla design
- wyświetlacz 4,5" Estrade IPS qHD (960 × 540) z Gorilla 2 Glass
- procesor Qualcomm Dual Core 1,4 GHz
- 1 GB RAM
- GSM/3G/4G LTE
- 16 GB pamięci flash
- port microSD
- kamera AF 8 Mpix z diodą LED (przednia kamera – 2 Mpix)
- bateria wymieniana przez użytkownika (2100 mAh, 3,8 V, 7,98 Wh)
- oparty na gestach system Sailfish OS 1.x, co pozwalało na stworzenie urządzenia z bezprzyciskowym ekranem
- opcjonalna warstwa zgodności z oprogramowaniem dla systemu Android, pozwalająca uruchamiać aplikacje dla tego systemu
- złącze microUSB 2.0 HS
- złącze mini Jack 3,5
- NFC, Bluetooth 4.0 EDR HS, WLAN802.11 b/g/n 2,4 GHz
- AGPS oraz GLONASS
- cena: 512 USD lub 399 EUR[10]

Sprzętową innowacją urządzenia był koncept tzw. smart covers (zwany także jako the other half), tj. zdejmowalnej tylnej obudowy z programowalnym interfejsem, na bazie którego inne firmy i programiści mogli tworzyć własne sprzętowe rozszerzenia telefonu. Na jego bazie powstały m.in. takie rozwiązania jak: doczepiana i wysuwalna pełna klawiatura, obudowa z funkcjonalnością bezprzewodowego ładowania indukcyjnego, z dodatkową baterią czy ładująca baterię z wbudowanego ogniwa słonecznego.
Urządzenie było wspierane przez producenta przez 7 lat do jesieni 2020 roku, gdy ogłoszono odejście od 32-bitowej architektury ARM.

### Jolla Tablet
W 2015 sukcesem zakończyła się kampania crowd fundingu przedsięwzięcia, w ramach którego powstał tablet w architekturze AMD64 oraz nowa dopasowana do niego wersja systemu Sailfish OS 2.0. Jednak przeciągający się projekt okazał się porażką biznesową. 

### Jolla C
W ramach współpracy z indyjskim Intex Technologies na bazie telefonu sprzedawanego w Indiach powstał rozprowadzany przez Jollę poza tym krajem telefon Jolla C.

### Sailfish X
To sprzedawana od 2017 przez Internet wersja Sailfish OS dopasowana do smartfonów firmy Sony (najpierw Xperia X, następnie Xperia XA2, Xperia 10 i nowszych) oraz palmtopu Gemini PDA. 